# Sylvia hortensis
La curruca mirlona occidental (Curruca hortensis) es una especie de ave paseriforme de la familia Sylviidae propia de Europa y el norte de África.

## Descripción
Presenta una longitud de entre 14 y 16 cm, siendo por tanto una de las currucas más grandes del género, mayor que curruca capirotada. El plumaje en machos adultos es de coloración gris oscuro en la cabeza, gris blancuzco en las partes inferiores, presentando garganta blanca. El ojo presenta un llmativo iris de color blanco. El pico es negruzco y las patas de color pizarra. Las hembras e imaduros tienen la cabeza de un tono más pálido.

## Distribución
La curruca mirlona es una especie circunmediterránea, o lo que es lo mismo, está muy extendida en las regiones europeas que bordean el mar Mediterráneo así como en la región septentrional de África. Se localiza en la península ibérica y Marruecos, Argelia y Túnez, extendiéndose su distribución por el mediterráneo occidental hasta Italia. Hacia el norte de Europa se extienden hasta los Alpes, apenas y raramente encontrándose en Suiza.

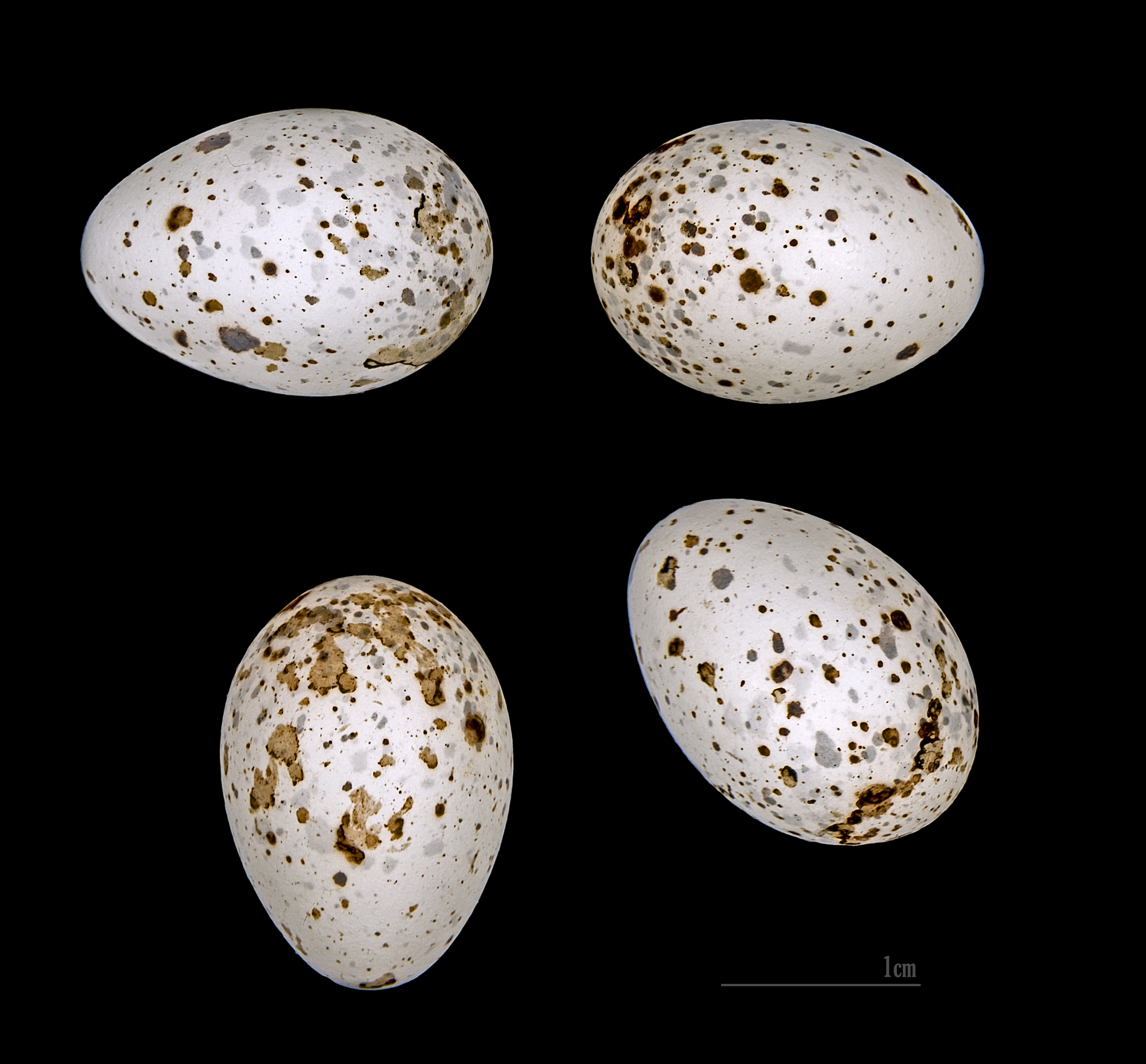
Huevos de Sylvia hortensis

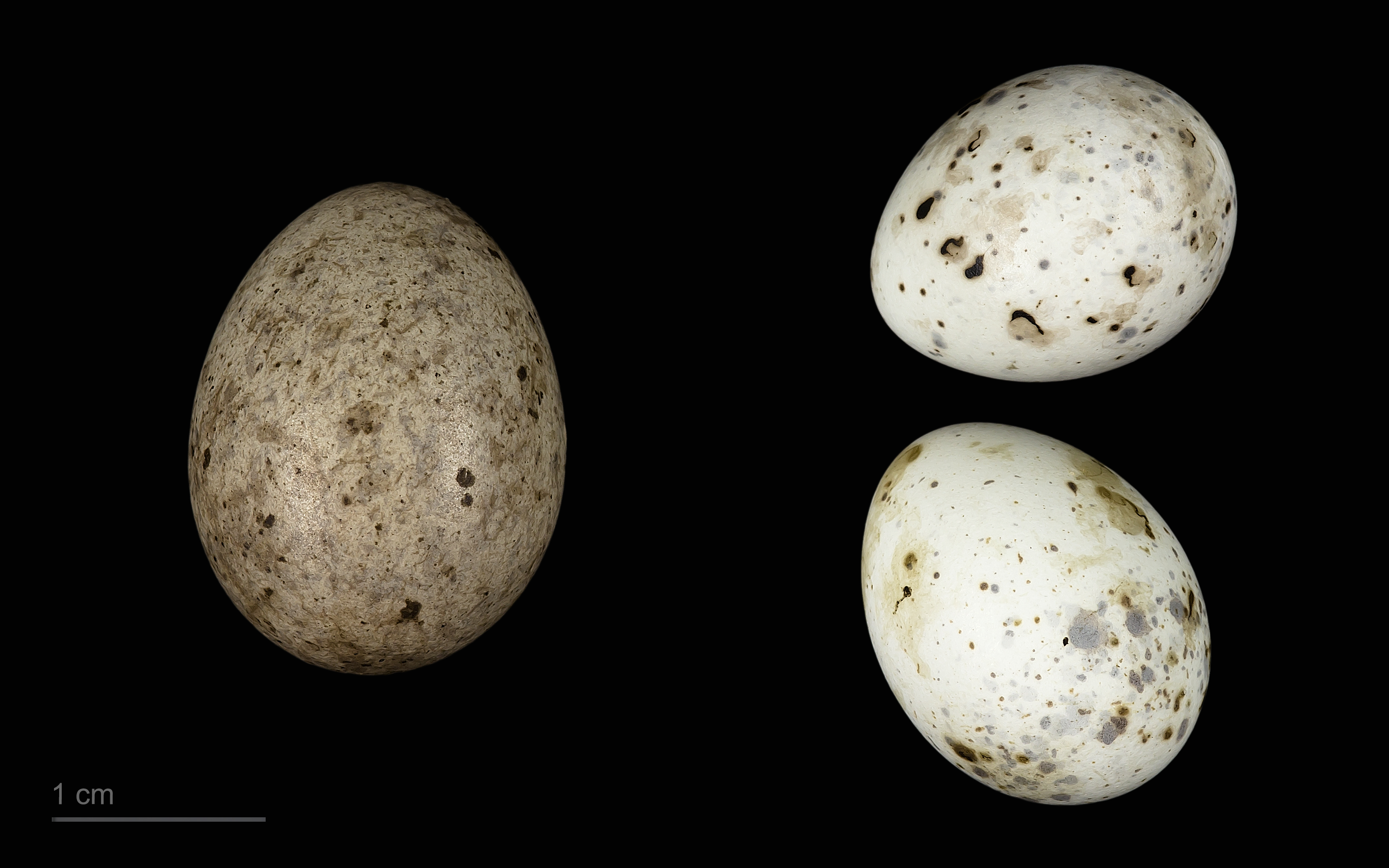
Cuculus canorus bangsi en un nido de Sylvia hortensis - MHNT

## Hábitat
Habita distintos medios pues aunque prefiere matorrales y campos baldíos también vive en bosques abiertos con una vegetación de cierto porte. Las mayores densidades de población de esta especie se observan hacia los 700 m s.n.m..

## Nutrición
Se alimenta principalmente de arañas, bayas, insectos y sus larvas.

## Voz
Emite un agradable canto en forma gorjeo en tono alto y fuerte, intercalando algunas notas estridentes y ciertos silbidos. Su voz de alarma es muy similar a la del resto de currucas, emitiendo un seco y brusco tec tec o tac tac que es repetido insistentemente. 